# Sonate pour piano et violon K. 296
Pour les articles homonymes, voir Sonate pour violon et piano.
La Sonate pour piano et violon no 17 en do majeur K. 296 est une sonate pour piano et violon de Mozart. Composée le 11 mars 1778 à Mannheim, c'est la première de ses sonates de maturité, composées entre 1778 et 1788. 
L'autographe porte une dédicace à  « Therese » (Pierron) qui était la petite fille du Conseiller aulique Serrarius chez qui loge Mozart à Mannheim. Cet autographe se trouve à la New York Public Library depuis 1932. La sonate a été publiée en novembre 1781 à Vienne par Artaria sous l'Opus 2 avec cinq sonates postérieures comprenant les sonates K. 376, K. 377, K. 378, K. 379, K. 380. Ce recueil de six sonates est dédié à Josepha Barbara Auernhammer.

## Analyse de l'œuvre
Introduction de l'Allegro vivace :
La lecture audio n'est pas prise en charge dans votre navigateur. Vous pouvez télécharger le fichier audio.
Introduction de l'Andante sostenuto :
La lecture audio n'est pas prise en charge dans votre navigateur. Vous pouvez télécharger le fichier audio.
Introduction du Rondeau: Allegro :
La lecture audio n'est pas prise en charge dans votre navigateur. Vous pouvez télécharger le fichier audio.
La sonate comprend trois mouvements :
1. Allegro vivace, en do majeur, à , 153 mesures, 2 sections répétées 2 fois (mesures 1 à 68, mesures 69 à 153) - partition
2. Andante sostenuto, en fa majeur, à 
, 71 mesures, sections répétées 2 fois : mesures 1 à 8, mesures 9 à 22, mesures 24 à 30 - partition
3. Rondeau: Allegro, en do majeur, à , 167 mesures, sections répétées 2 fois : mesures 1 à 16, mesures 70 à 77, mesures 78 à 85 - partition

- Durée d'exécution: environ 15 minutes.